# World of Warcraft: The War Within
World of Warcraft: The War Within — десятое дополнение к массовой многопользовательской ролевой онлайн-игре World of Warcraft, представленное 3 ноября 2023 года на BlizzCon 2023, и первое дополнение, входящее в сагу The Worldsoul Saga, выход которого состоялся 26 августа 2024 года.

## Сюжет
Таинственный предвестник, о котором говорил Иридикрон, явил себя миру. Им оказалась Ксал’атат — Предвестница новой эры тёмных махинаций Пустоты, наблюдавшая за смертью всех Древних Богов и падением Тёмной империи. Она заключила союз с нерубами Аз-Кахета, способными сыграть роль в её тёмных замыслах. В обмен на их преданность Ксал’атат превратит нерубов в новый вид свирепых и наводящих ужас солдат.
Ключевыми персонажами данной части саги станут: переживший подчинение магией Господства и отвергающий всякую связь с Светом Андуин Ринн; Тралл, ищущий свое новое место в Орде и взаимосвязь видений, распространяющихся по всему миру; Магни Бронзобород, голос планеты Азерот; и предводительница эльфов бездны Аллерия Ветрокрылая, поставившая на кон всё, чтобы выследить Ксал’атат.

## Нововведения
Были анонсированы следующие нововведения:
- Максимальным уровнем в The War Within станет 80-й.
- Добавлен новый вид контента «Вылазки», схожий с Торгастом, фронтами и островными экспедициями. Активность будет доступна как для одиночного посещения, так и для совместного прохождения.
- Система отрядов, включающая всех альтернативных персонажей с учётной записи Battle.net и имеющая общий прогресс между ними (персональные достижения, репутация, модели для трансмогрификации), в которой можно выбрать до четырёх избранных персонажей, располагающихся на главном экране у костра.
- На 71 уровне персонажам станут доступны героические таланты.
- Новая союзная раса дворфов Земельников доступная для обeих фракций, которой доступны все классы, кроме друида, пробудителя и охотника на демонов.
- Система динамического полёта драконов из Dragonflight распространится на большинство летающих средств передвижения с возможностью переключения на стандартную систему полетов.
- Новое поле боя формата 10х10, похожее на уже существующие Сверкающие копи.
- В великом хранилище вместо вкладки PvP появится новая вкладка «Мир», предлагающая награды за активности в открытом мире.
- Гильдии станут кросс-серверными.

В ходе альфа-тестирования стало известно:
- Появится настройка «Режим арахнофобии», заменяющая модели всех пауков на крабов[8][9].
- Раса людей лишится расовой способности «Дипломатия», увеличивающей на 10 % получаемую репутацию среди фракций игры[10].
- Расе драктиров станут доступны альтернативные классы, помимо пробудителя[11].
- Скорость прокачки персонажей вплоть до 70-го уровня значительно ускорится[12].
- В открывающем дополнении рейде появится новая «Историческая» сложность, включающая в себя упрощенное сражение с последним боссом рейда в компании до 5 человек[13].

## Критика
| Сводный рейтинг    | Сводный рейтинг |
| Агрегатор          | Оценка          |
| ------------------ | --------------- |
| Metacritic         | 85/100          |
| OpenCritic         | 84/100          |
| Иноязычные издания |                 |
| Издание            | Оценка          |
| PC Gamer (US)      | 80/100          |

Пользователи раскритиковали наличие трёхдневного раннего доступа, входящего в набор Epic Edition предзаказа дополнения.
Журналисты, принявшие участие в альфа-тестировании, назвали дополнение эмоциональным и отполированным в плане производительности, однако не революционным, поскольку основные механики игры не изменились.